# Cerradomys scotti
Cerradomys scotti е вид гризач от семейство Хомякови (Cricetidae). Видът не е застрашен от изчезване.

## Разпространение
Разпространен е в Боливия, Бразилия и Парагвай.